# مارفل 1943: نهوض هيدرا
مارفل 1943: نهوض هيدرا (بالإنجليزية: Marvel 1943: Rise of Hydra) ، هي لعبة الأكشن والمغامرات القادمة، والتي يتم تطويرها ونشرها بواسطة سكايدانس ميديا، تستند على شخصيات مارفل كومكس الشهيرة مثل: كابتن أمريكا وبلاك بانثر ، في مواجهة السرد الأصلي المستمدة من القصة الطويلة الأمد. أساطير الكتاب الهزلي والتعديلات المختلفة في وسائل الإعلام الأخرى. اللعبة مقتبسو عن السلسلة المحدودة للكتاب الهزلي لعام 2010 كابتن أمريكا/النمر الأسود: أعلام آبائنا ،    تدور أحداث القصة في باريس المحتلة خلال الحرب العالمية الثانية ، ويشكل الجندي الأمريكي الخارق ستيف رودجرز مجموعة مضطربة للتحالف مع أزور ، ملك واكاندا الذي يعمل حاليًا تحت إسم النمر الأسود، حيث يحاولون منع ظهور منظمة هِدرا الشريرة. تم الإعلان عنها بالإشتراك من قبل شركتي سكاي دانس و مارفل جيمز في أكتوبر 2021 كأول مشروع يتم إنتاجه من الاستوديو السابق، إلى جانب مشاركة رئيسي الاستوديو إيمي هينيج (كتابة سلسلة أنشارتد سابقاً)، وجوليان بيك كمنتجين، مع تأكيد كاتب التلفزيون والقصص المصورة مارك برناردين على كتابته. لعبة جنبًا إلى جنب مع الأولى في الشهر التالي. تم الإعلان عن اللعبة رسميًا في سبتمبر عام 2022 وتم الكشف عنها في مارس 2024. ومن المقرر إصدارها عام 2025 على أجهزة الكونسول والحاسب الشخصي.

## اللعبة
من المقرر أن تكون هذه اللعبة من نمط لعبة أكشن-مغامرات، حيث سيتحكم فيها اللاعبون في مجموعة مكونة من أربعة شخصيات. بالإضافة إلى الأبطال الرئيسيين ستيف روجرز / كابتن أمريكا وأزوري / النمر الأسود، سيكون عضو هاولينغ كوماندوز غابرييل جونز ونانالي، زعيم شبكة واكاندان سباي نيتورك، قابلين للعب.

## الروابط الخارجية
- Marvel 1943: Rise of Hydra at Marvel